# Amblyomma testudinarium
Amblyomma testudinarium — вид паразитоформих кліщів родини іксодових (Ixodidae). Трапляється в Індонезії, Індії, Японії, Таїланді, Шрі-Ланці та В'єтнамі. Дорослі особини паразитують на різних великих ссавцях, таких як буйволи та велика рогата худоба, тоді як німфи та личинки використовують переважно великих та середніх ссавців (типовий екземпляр був знайдений на індійському дикобразі, але він також паразитує на тиграх, свинях, тапірах, носорогах, оленцевих і димчастій пантері. Крім того, це звичайний ектопаразит змій. Зафіксовано декілька випадків укусів людей. У личинках кліща виявлено вірус SFTS, а з кліщів з Японії виділена бактерія Rickettsia.